# Михай I Апафи
Михай Апафи или Михал Апафи (на унгарски: Apafi Mihály) е трансилвански владетел с подкрепата на Османската империя в лицето на великия везир Фазъл Ахмед паша. По конфесия е ревностен протестант с афинитет към науката. Оставя биография.

## Живот
Михай или Михал има неблагороден произход. През 1656 г. придружава принц Дьорд II Ракоци в кампания срещу Полша, в която е пленен от татарския хан Мохамед Гирей. Освободен срещу откуп се прибира в семейното имение в Ебешфалв, днес Думбръвени.
Въпреки волята му, по искане на османския везир Али, е избран на 14 септември 1661 г. в Марош-Вашаргелин за принцепс на Трансилвания. Османската подкрепа му помага да се утвърди за владетел, след като разгромява австрийския претендент Янош Кемени в битка на 23 януари 1662 г. Кемени е победен и убит в битка при Нагишел. Победата позволява на Михай I Апифи да управлява спокойно, но османската зависимост предполага редовен харадж.
Михай е принуден от султана през лятото на 1663 г. да се присъедини към похода на Фазил Ахмед паша Кьопрюлю срещу Австрия. Австро-турска война завършва скоропостижно на 1 август 1664 г. с битка при Сентготхард и веднага на 10 август е подписан Вашварски мир, по силата на който двете страни взаимно се задължават да изтеглят войските си от Трансилвания. Османската империя поема задължението да не допуска агресивни действия срещу Австрия от страна на своя васал трансилванския княз Михай I Апафи.
Михай Апафи с помощта на подкупи в Истанбул си осигурява сравнително безметежно управление. Голямо влияние върху управлението му оказват жена му и котерията приближени сановници. Отдаден на пиянство, властта в Трансилвания постепенно преминава в жизнения и енергичен канцлер Имре Тьокьоли. Приема доста бежанци в Трансилвания и опекунства на църквата и власите.
След избухването на Голямата турска война между Леополд I и османците през 1683 г., Апафи подпомага османската армия охранявайки подвоза ѝ при преминаването през Дунав при Рааб за обсадата на Виена. Кара Мустафа за подкрепата му обещава да бъде наследен от сина си Михай II Апафи, но след разгрома на османците под Виена императорските войски влизат в Трансилвания и в крепостите Клаузенбург, Херманщат и Дева се настаняват германски гарнизони. В крайна сметка Османската империя губи Трансилвания на 28 юли 1686 г. и областта става зависима от Австрия. След поредния османски разгром в битката при Харкани (12 август 1687 г.), по силата на споразумение сключено на 27 октомври 1687 г. в Блаж, императорът получава върховната власт над армията в Трансилвания. Заседание на Сейма във Фъгъраш на 1 юли 1688 г. окончателно признава върховната наследствена власт над областта за Хабсбургите. Тези събития тъжно влошават последните години от живота на Михай и той изпада в тежка депресия заради смъртта на жена си. Наследен е от сина си Михай II Апафи като княз на Трансилвания.